# 일광초등학교
일광초등학교(日光初等學校)는 대한민국 부산광역시 기장군 일광읍 삼성리에 있는 공립 초등학교이다.

## 학교 연혁
- 1927년 4월 23일 일광공립보통학교 개교(일광면 이화로 147)(설립인가 3월 31일)
- 1938년 4월 1일 교명 변경[1] (일광공립심상소학교)
- 1941년 4월 1일 교명 변경[2] (일광공립국민학교)
- 1964년 2월 16일 학리분교장 인가
- 1976년 11월 1일 본관 준공
- 1995년 3월 1일 부산광역시교육청으로 편입[3]
- 1996년 3월 1일 교명 변경[4] (일광초등학교)
- 2003년 6월 28일 한빛관 개관
- 2003년 11월 18일 도서관 개관
- 2006년 2월 28일 학리분교장 통합
- 2009년 1월 21일 연못조성, 모둠학습실, 영어체험실 조성
- 2011년 2월 15일 일광 역사관 개관
- 2014년 7월 22일 미래융합관 개관식 및 일광 꿈동이 과학싹 잔치 실시
- 2015년 4월 22일 작은 도서관 솔빛 책마루 개관
- 2015년 9월 7일 인조잔디 운동장 조성
- 2016년 4월 14일 육남매 한마음축제 실시
- 2016년 10월 20일 일광학예제 및 온가족 하모니단 힐링 음악회 개최
- 2017년 9월 21일 학교이전 협약식[5][6](해운대교육지원청)
- 2018년 2월 20일 제90회 졸업 31명 (총 8050명)
- 2018년 3월 2일 8(1)학급 편성(146명)
- 2019년 2월 21일 제91회 졸업 27명 (총 8077명)
- 2019년 3월 1일 8(1)학급 편성(160명)
- 2019년 9월 2일 제31대 최명아 교장 취임
- 2020년 2월 18일 제92회 졸업 18명 (총 8095명)
- 2020년 3월 1일 학교 이전(일광택지지구)
- 2020년 3월 1일 35(1)학급 편성

## 참고 자료
- 일광초등학교 - 한국교육학술정보원 학교알리미